# Humor del vino

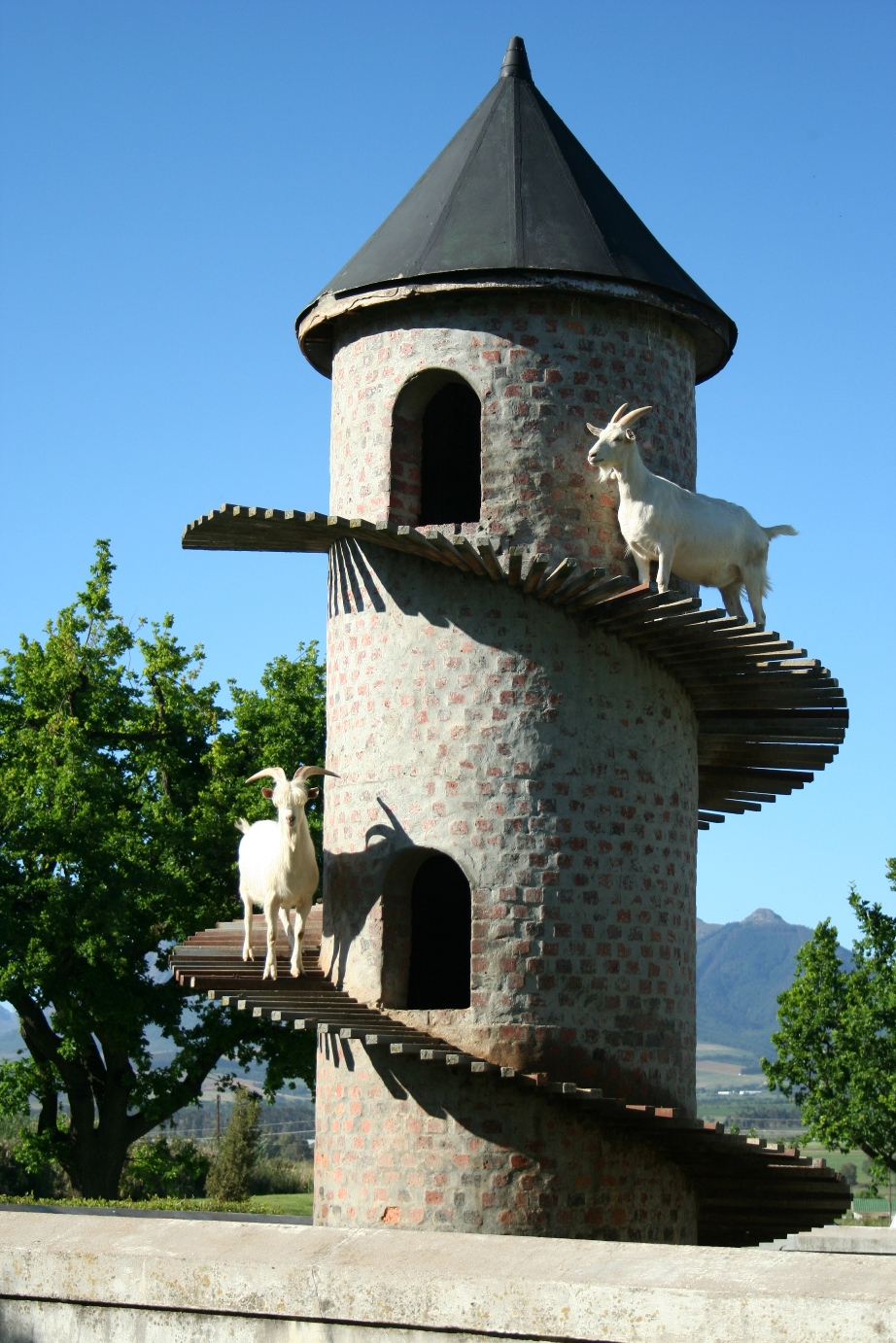
«Las cabras de Fairview (productor de vinos y quesos) pasean»

El humor del vino es el humor asociado con el vino. Además de anécdotas, caricaturas y chistes comunes, las etiquetas y nombres extravagantes dados al vino son una fuente particular de diversión. El humor suele ser raro en el mundo del vino, y las bromas sobre el vino únicamente pueden ser divertidas para los obsesivos del vino.

## Etiquetas de humor
Numerosos vinos han recibido nombres que son deliberadamente divertidos. Por ejemplo estas categorías de formulario.

### Juego de palabras
La compañía sudafricana Goats do Roam Wine Company, propiedad de Charles Back, produce etiquetas con nombres como Goats do Roam, Bored Doe y Goat-Roti. El Institut national de l'origine et de la qualité (INAO) ha protestado por la similitud de estos nombres con la denominación francesa Côtes du Rhône, pero la defensa del propietario Charles Back es que los nombres se basan en las cabras que vagan por su bodega Fairview y realizó contra protestas con un rebaño de cabras frente a la embajada francesa.

### Auto-desprecio
El productor de Nueva Zelanda Cooper's Creek produce un Sauvignon blanc llamado Cat's Pee on Gooseberry Bush que se ha vendido bien en todo el mundo. Esta crítica para describir el sabor distintivo de los vinos de Nueva Zelanda hechos con esta variedad de uva fue acuñada por primera vez por el crítico de vinos, Oz Clarke. La Agencia de Alcohol, Tabaco, Armas de Fuego y Explosivos que controla la importación de bebidas alcohólicas a los Estados Unidos, insistió en que el nombre debería cambiarse a Cat's Phee on a Gooseberry Bush.

### Insinuación sexual

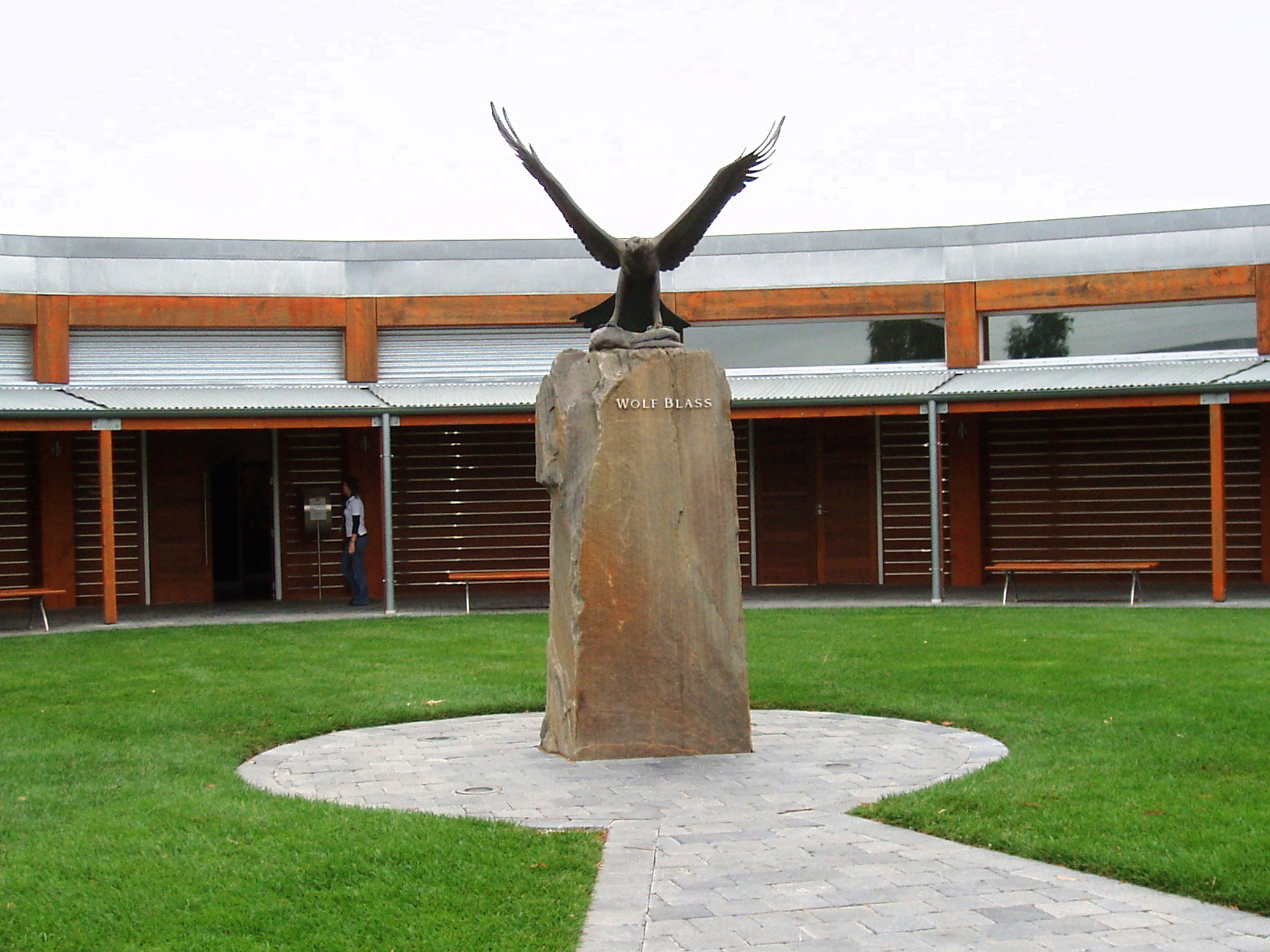
Centro de visitas de Wolf Blass

Wolf Blass creó un vino tinto australiano espumoso llamado René Pogel. Cuando las personas preguntaron quién era esa persona, Blass les aconsejó que leyeran el nombre al revés («abre las piernas»). Esta insinuación causó ofensa y por lo tanto el vino fue retirado de la venta.

### Nombres de fantasía
El viñedo Bonny Doon en California es famoso por sus divertidas etiquetas que incluyen Le Cigare Volant («El Cigarro Volador»). Esto recuerda la resolución aprobada por el consejo de la aldea de Châteauneuf-du-Pape en 1954, prohibiendo el desembarco de platillos voladores en los viñedos de la región.

### Animales

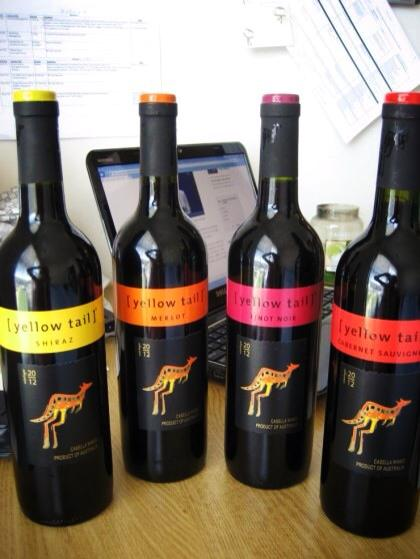
Botellas con la marca Yellow Tail

Las marcas «Critter» tienen animales en sus etiquetas, un estilo que comenzó con la marca Yellow Tail en 2004. Tienen un estilo ligero y caprichoso que atrae a los consumidores que pueden ser rechazados por un estilo más tradicional, que puede parecer demasiado intimidante y pretencioso. Las cifras de ventas en 2006 indicaron que aproximadamente el 18% de las nuevas marcas de vinos se diseñaron de esta manera y que las ventas anuales en los Estados Unidos estuvieron alrededor de $ 600 millones. La compañía de Arenberg en Australia es famosa por los nombres divertidos de sus vinos y uno de ellos se llama The Hermit Crab («El cangrejo ermitaño»).

## Anécdotas y chistes
Se pueden contar anécdotas y chistes sobre el vino. Un historieta vieja que ha aparecido en muchos contextos se refiere a un dueño de un viñedo que envió su vino a un laboratorio para su análisis. El informe que fue devuelto advirtiéndole que «¡Tu caballo tiene diabetes!». El artista y entusiasta del vino Ronald Searle ha producido un libro de caricaturas y humor sobre el vino llamado Something in the cellar. También produjo una colección de dibujos animados que satirizaron el arte de la cata de vinos - The Illustrated Winespeak.